# لازلو زابو (نحات)
لازلو زابو (بالألمانية: László Szabó) (و. 1917 – 1984 م) هو نحات مجري، ولد في دبرتسن، توفي عن عمر يناهز 67 عاماً.